# Bartolomé Pérez Casas
Bartolomé Pérez Casas (ur. 24 stycznia 1873 w Lorce, zm. 15 stycznia 1956 w Madrycie) – hiszpański kompozytor i dyrygent.
W 1915 założył w Madrycie orkiestrę filharmoniczną, którą dyrygował do 1936. W tym samym mieście był wykładowcą w konserwatorium. Tworzył muzykę orkiestrową (m.in. poematy symfoniczne), kameralną oraz pieśni na głos i fortepian.